# Sgilti Ysgafndroed
Sgilti Ysgafndroed ['sgilti ɘs'gavndroid] („Sgilti der Leichtfüßige“) ist in der Sage Culhwch ac Olwen der Name eines Begleiters von König Arthur.

## Culhwch ac Olwen
Culhwch fordert von König Arthur, er möge mit den von ihm genannten Kriegern seines Hofes bei der Erringung von Olwen, der Tochter Ysbaddadens behilflich sein.
Er verlangte […] und Sgilti Ysgafndroed dem Sohn des Erim. […] Sgilti Leichtfuß nahm, wenn ihn das Verlangen erfüllte, auf Botschaft für seinen Herrn auszugehen, niemals die Straße, solange er nur wusste, an welchen Ort er gehen sollte; vielmehr, wenn ein Wald da war, so pflegte er auf den Wipfeln der Bäume zu gehen, und wenn ein Berg da war, auf den Spitzen des Riedgrases, und dabei bog sich kein Halm unter seinem Fuß wegen seiner Leichtfüßigkeit – geschweige denn, dass einer gebrochen wäre.
In der irischen Überlieferung, aus der die Figur des Sgilti vermutlich entlehnt wurde, entspricht ihm das Fianna-Mitglied Caílte mac Rónáin.